# Jim Marshall (photographe)
Pour les articles homonymes, voir Jim Marshall.
James Joseph Marshall dit Jim, né le 3 février 1936 à Chicago, États-Unis et mort le 24 mars 2010  à New York, États-Unis, était un photographe américain.

## Biographie

### Enfance
Jim Marshall naît le 3 février 1936 à Chicago, d'un père peintre en bâtiment et d'une mère salariée dans une blanchisserie. La famille déménage rapidement à San Francisco. Enfant, il prend ses premières photos avec un Kodak Brownie. À 23 ans, il acquiert son premier appareil, un Leica M2. Il photographie alors les artistes et les musiciens qui se produisent dans un San Francisco en pleine effervescence.

### Rencontre avecJohn Coltrane
En 1960, alors qu'il se trouve dans les coulisses du San Francisco's Jazz Workshop, Jim Marshall rencontre le jazzman John Coltrane de manière fortuite, ce dernier cherchant son chemin pour se rendre à Berkeley afin d'y rencontrer le critique Ralph J. Gleason (en). Jim propose de l'y conduire à condition qu'il lui permette de le photographier pendant l'interview. Cette rencontre semble avoir lancé sa carrière en lui ouvrant les portes de l'industrie musicale.

### Années 1960
Jim Marshall participe à la réalisation de pochettes d'album pour Atlantic, Columbia ou encore ABC. Il couvre des sessions d'enregistrement, des concerts et des festivals. Il est notamment présent en coulisses lors du dernier concert des Beatles à Candlestick Park (1966) et au festival de Woodstock de 1969. Il travaille également pour le Saturday Evening Post, Life et Ramparts.

### Années 1970 et 1980
Jim Marshall affirme avoir consommé de grandes quantités de cocaïne au début des années 1970. Une addiction le détourne de sa carrière jusqu'au milieu des années 1980. La fin de la décennie le voit revenir à ses activités avec la parution du livre Tomorrow never knows.

### Années 1990 et 2000
Jim Marshall photographie une nouvelle génération de musiciens, tels que les Red Hot Chili Peppers. Il publie également plusieurs ouvrages rétrospectifs.

### Mort
Jim Marshall meurt dans son sommeil au cours d'un voyage promotionnel à New York.

## Travaux
Jim Marshall a principalement photographié des stars du rock et de la pop, de ses débuts dans les années 1960 à sa mortLors des prises de vue, il exige d'avoir une totale liberté de mouvement : accès aux coulisses, aux loges… Il s'attache également à établir une relation de confiance avec les artistes qu'il photographie, ainsi qu'à saisir la personne plutôt que l'image autour de la célébrité.
« A lot of photography of music is about the look, the style, the celebrity image, but Mr. Marshall wasn’t really manufacturing an image. He was trying to see who that person was. »
— Gail Buckland, commissaire de l'exposition Who Shot Rock & Roll : A Photographic History, 1955 to the Present

### Expositions
- Who Shot Rock & Roll : A Photographic History, 1955 to the Present, Brooklyn Museum, 30 octobre 2009 – 31 janvier 2010, « présentation en ligne », sur Brooklyn Museum (consulté le 20 mai 2010)
- Trust, Fahey/Klein Gallery, 1er avril 2010 – 15 mai 2010, « présentation en ligne », sur Fahey/Klein Gallery (consulté le 27 mai 2010)
- Proof, Fahey/Klein Gallery, 17 mars 2005 – 23 avril 2005, « présentation en ligne », sur Fahey/Klein Gallery (consulté le 27 mai 2010)